# 亞歷山德里夫卡 (科德馬市鎮)
47°59′42″N 29°13′46″E / 47.99500°N 29.22944°E
亞歷山德里夫卡（烏克蘭語：Олександрівка）是位於烏克蘭西南部的村莊，由敖德萨州波季利斯克区的科迪馬市鎮負責管轄。該村始建於1938年，面積0.7平方公里，2001年人口194，人口密度每平方公里277.14人。